# Репетир (годинник)

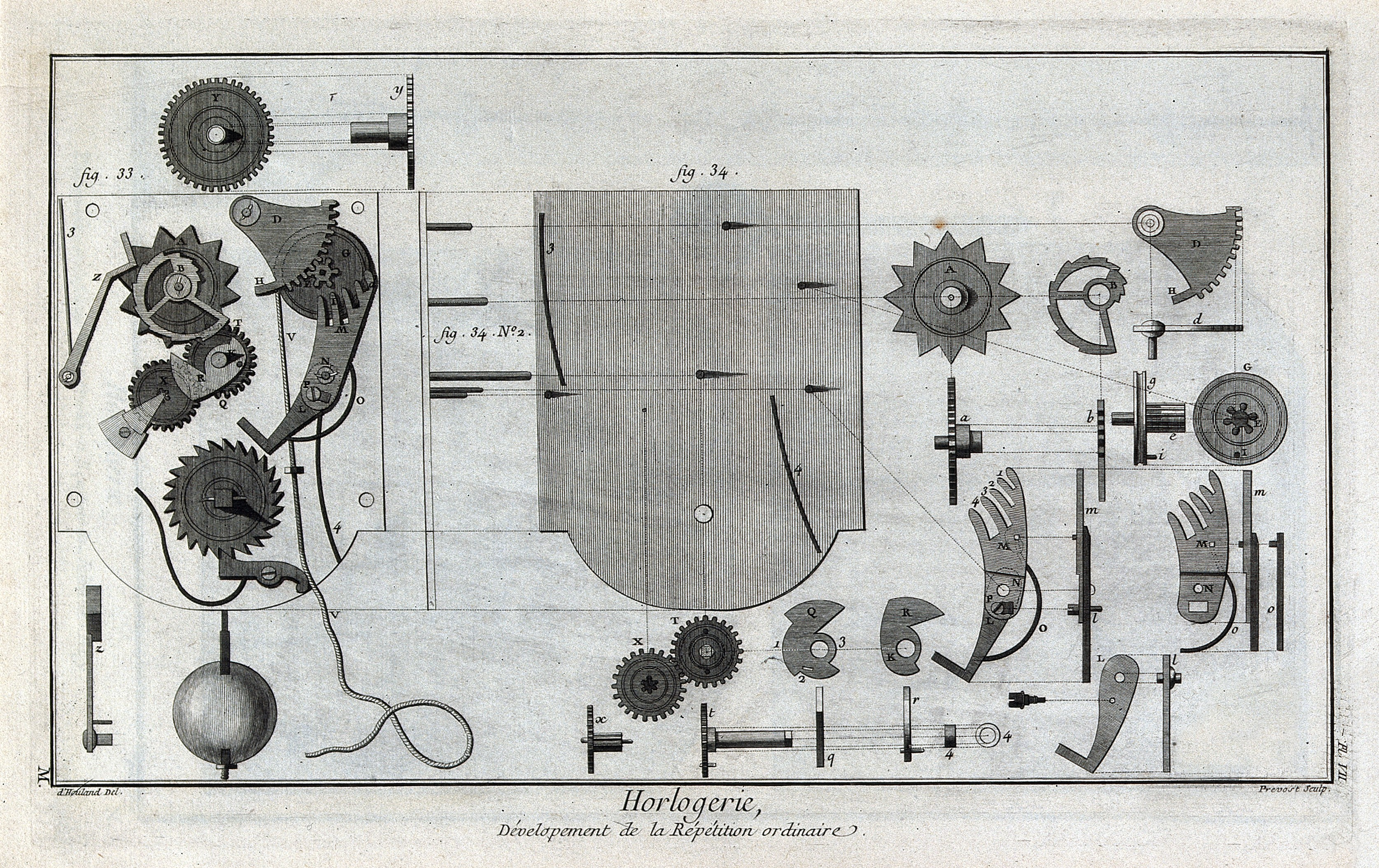
назва = Механізм репетира
[V0023800.jpg

Репетир  (фр. répéter — повторювати) — додатковий комплексний механізм, призначений для індикації часу за допомогою звуків різної тональності. Зазвичай в годинниках з такими механізмами, при натисканні на спеціальну кнопку, відбивають години, чверті години і хвилини. Як правило, репетири відтворюють звук двох тональностей: високої і низької. За кожну з них відповідає пара гонг-молоточків. Принцип роботи таких механізмів виглядає так: при натисканні спеціальної кнопки, для прикладу у хвилинного репетира, — ми спершу почуємо певну кількість звуків низької частоти (це кількість годин), потім здвоєні звуки низької та високої частоти (це кількість чвертей) і, нарешті, звуки високої частоти (це хвилини). Залишилося тільки підрахувати. Дев'ять низьких звуків, потім один здвоєний і чотири високих означають, що час — 9-19 (дев'ять годин + 1 чверть + чотири хвилини).

## Існують наступні види репетирів
1. Хвилинний (Minute-repeater) — відбиває години, чверті та хвилини.
2. П'ятихвилинний (Five-minute-repeater) — відбиває години і кількість п'ятихвилинок після години.
3. Півчетвертний (Half-quarter-repeater) — відбиває години і кількості півчетвертей після години.
4. Децимальний (Ten-minute-repeater) — Відбиває години і десятихвилинки після години.
5. Четвертний (Quarter-repeater) — Відбиває години і четверті після години.
6. Grande Sonnerie — репетир, який автоматично озвучує годинники і чверті та повторює кількість годин кожну чверть і повторює години, чверті і хвилини на вимогу.
7. Petite Sonnerie — репетир, який автоматично озвучує годинники і чверті, але не повторює кількість годин кожну чверть. Grande Sonnerie і Petite Sonnerie оснащені фіксатором, який за бажанням блокує роботу звукового механізму[3].

## Історія
Годинники з репетиром з'явилися як необхідність в час, коли з настанням темряви, важко було визначити конкретну годину. Італієць Джакопо Тротта у своєму листі до Дюку де Феррарі, датованому 19 липня 1488 року, запропонував варіант годинників зі звуковими сигналами часу. Пропозиція була прийнята. Фактично воно стала відповіддю на виклик необхідності. Таким чином, задовго до того як з'явилися годинники з підсвічуванням, годинникарі знайшли можливість «чути» час в темряві.
Перший патент на механізм репетира для кишенькових годинників був виданий в 1687 році англійському годинникарю Даніелю Квеа (Danial Quare) Королем Якубом Другим (Jacob II).
«Друга хвиля» репетирів для кишенькових та наручних годинників відбулась в 1986 році, коли, натхненні на складні годинникові механізми, Фредерік Піге (Frederic Piguet) і Бланпа (Blancpain) розробили і створили ультратонкий механізм репетира. Слідом за ними пішли і інші виробники, і в сьогоденні виробництвом даних механізмів займаються престижні компанії, такі як Audemars Piguet, Lemania, Patek Philippe, Franck Muller, IWC, Jaeger-LeCoultre, Piaget, Kelek, Vacheron & Constantin.

## Галерея

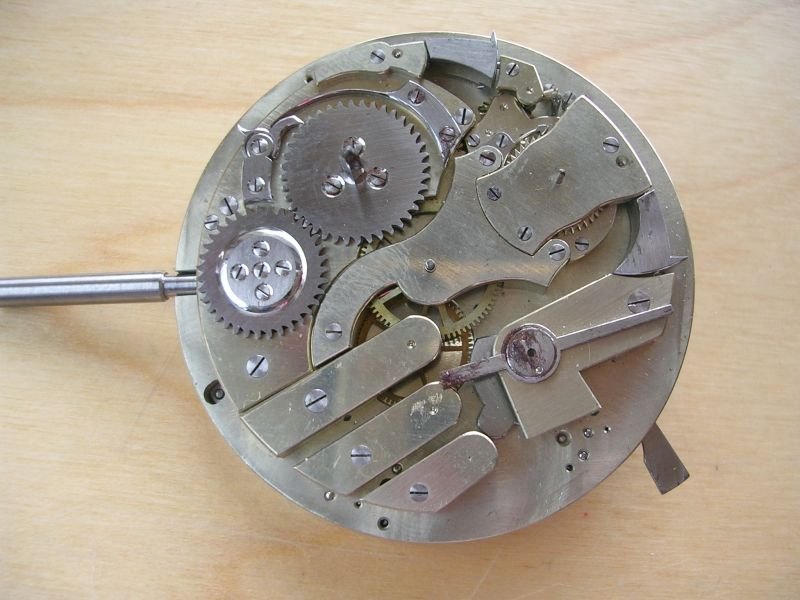
Рух хвилинного репетира
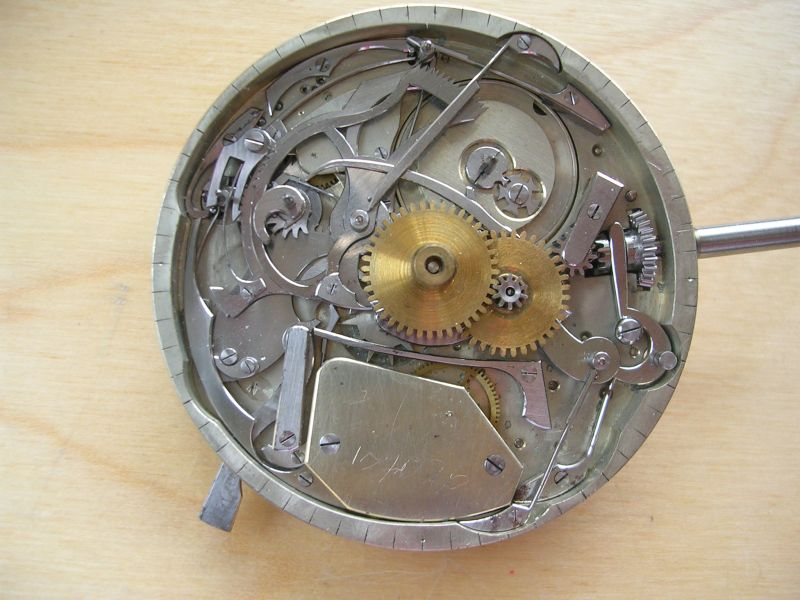
Рух хвилинного репетира 2
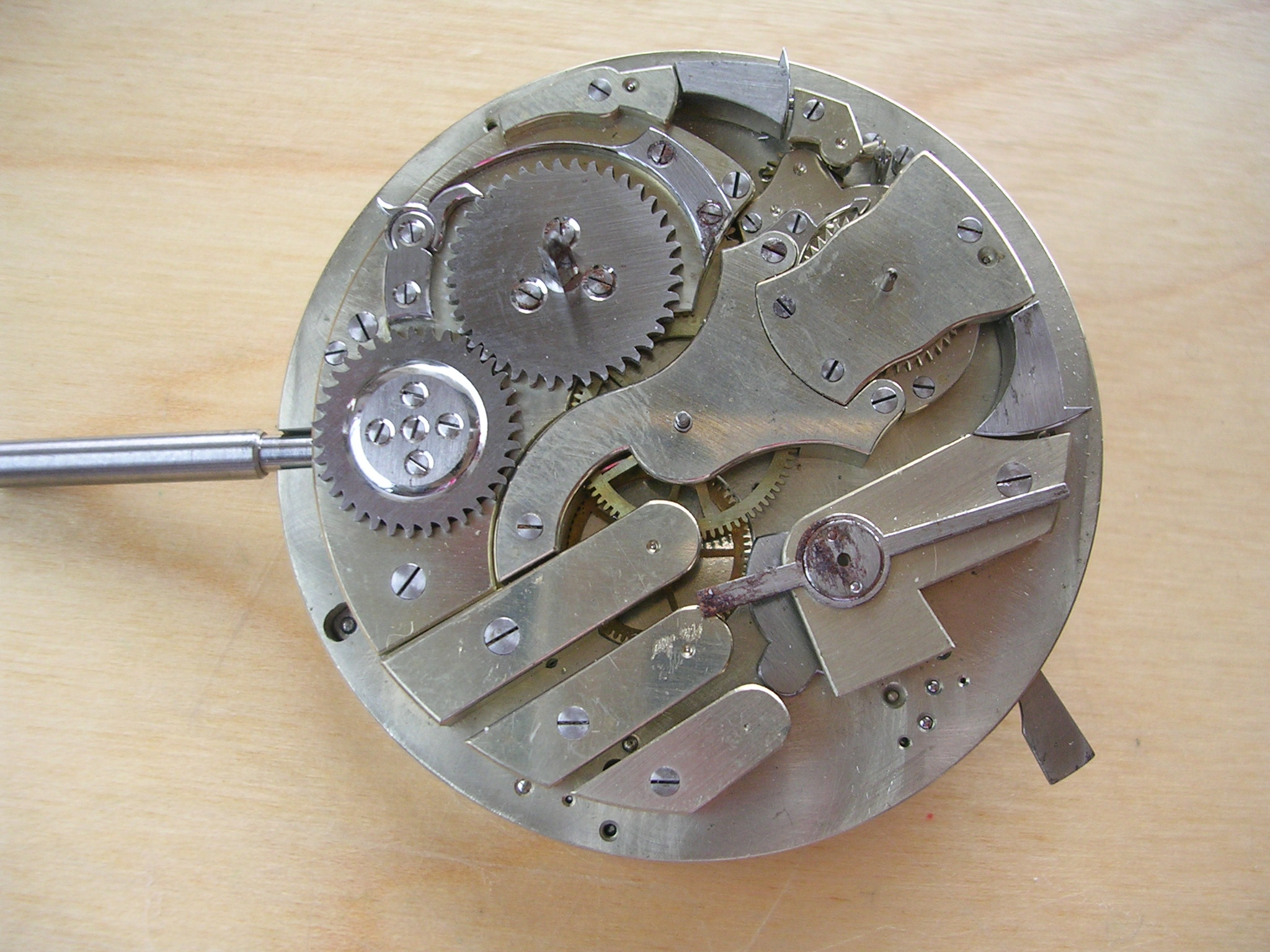
Зворотний бік хвилинного репетира (Minute Repeater Ebauche)